# Andrea Guerra (calciatore)
Andrea Guerra (Bolzano, 4 settembre 1972) è un allenatore di calcio ed ex calciatore italiano, di ruolo difensore, tecnico in seconda del Venezia.

## Carriera
Inizia la sua carriera nell'Hellas Verona (con il quale debutta in Serie A a 19 anni nel 1991). La stagione successiva gioca nella Salernitana, prima di fare ritorno all'Hellas Verona; ma gran parte della sua carriera si sviluppa dall'altra parte dell'Adige nel Chievo. Bandiera del club scaligero, veste la casacca gialloblu per sette stagioni, conquistando la storica promozione in Serie A con mister Luigi Delneri; la stagione successiva vestì la maglia del Palermo. Nel 2002-2003 gioca nel Venezia.
Gioca un biennio nella seconda squadra della sua città natale, il Südtirol e nella stagione 2006-2007 approda al Monza.
Ritorna poi per una stagione al Merano, per passare, nell'estate del 2008 in Serie D al Bolzano, ma venne messo fuori rosa già nel successivo novembre. Da allenatore inizia la sua carriera allenando gli allievi nazionali del Südtirol (2009-2011). Nella stagione 2011-2012 diventa vice allenatore nel Südtirol di Giovanni Stroppa. Nelle stagioni successive segue Giovanni Stroppa al Pescara in serie A, stagione conclusa il 18 novembre con le dimissioni del tecnico di Mulazzano, allo Spezia (2012-2013), Südtirol (2015-2016). Nella stagione successiva (2016-2017), come collaboratore tecnico di Giovanni Stroppa, vince il campionato di Lega Pro.
Il 28 maggio 2021 viene annunciato come vice allenatore di Giovanni Stroppa, nella sua nuova avventura al Monza 1912.

## Palmarès
- Promosso in Serie A: 1

Chievo Verona: 2000-2001